# Revenge of the Dreamers III
Revenge of the Dreamers III è la terza raccolta dell'etichetta discografica hip hop statunitense Dreamville Records e del rapper statunitense J. Cole, pubblicata nel 2019.
| Recensione  | Giudizio |
| ----------- | -------- |
| Consequence | B        |
| HipHopDX    | [ 3 ]    |
| Pitchfork   | [ 4 ]    |

## Successo commerciale
La compilation ha debuttato in vetta alla Billboard 200 statunitense con 115.000 unità vendute, di cui 24.000 copie pure. Nella sua seconda settimana, è scesa alla terza posizione, vendendo 55.000 unità.

## Tracce
1. Under the Sun (featuring J. Cole, Lute & DaBaby) – 3:21 – Christo, Nice Rec, Pluss
2. Down Bad (featuring J. Cole, J.I.D, Bas, EarthGang & Young Nudy) – 2:49 – Pluss
3. LamboTruck (Cozz featuring Reason & Childish Major) – 3:49 – Kal Banx
4. Swivel (featuring EarthGang) – 3:14 – Bink!
5. Oh Wow...Swerve (featuring J. Cole, Zoink Gang, Key! & Maxo Kream) – 4:35 – Hollywood JB, Bizness Boi, Keanu Beats, Lil' A
6. Don't Hit Me Right Now (featuring Bas, Yung Baby Tate, Guapdad 4000, Cozz & Buddy) – 2:54 – Galimatias
7. Wells Fargo (featuring J.I.D, EarthGang, Buddy and Guapdad 4000)) – 2:03 – Christo, E. Dan, Nostxlgic
8. Sleep Deprived (featuring Lute, Omen, Mez & DaVionne) – 3:58 – ClickNPress, Sensei Bueno (co-prod.), Jay Kurzweil (co-prod.)
9. Self Love (featuring Ari Lennox, Baby Rose & Bas) – 3:43 – Archer
10. Ladies, Ladies, Ladies (featuring J.I.D & T.I.) – 2:47 – Kal Banx
11. Costa Rica (Bas, J.I.D featuring Guapdad 4000, Reese Laflare, Jace, Mez, Smokepurpp, Buddy & Ski Mask the Slump God) – 3:37 – Pyrex, Cubeatz
12. 1993 (featuring Buddy, Smino, Cozz, EarthGang, J.I.D & J. Cole) – 3:30 – Elite
13. Rembrandt...Run It Back (featuring J.I.D, J. Cole & Vince Staples) – 2:31 – Kal Banx, Christo
14. Sunset (featuring J. Cole & Young Nudy) – 2:58 – ChaseTheMoney, Pyrex
15. Got Me (Ari Lennox & Omen featuring Ty Dolla Sign & Dreezy) – 4:44 – Deputy, OZ, MD Beatz (co-prod.)
16. Middle Child (J. Cole) – 3:33 – T-Minus, Cole
17. PTSD (featuring Omen, Mereba, Deante' Hitchcock & St. Beauty) – 3:57 – Cam O'bi
18. Sacrifices (featuring EarthGang, J. Cole, Smino & Saba) – 6:22 – Groove, Henny Tha Bizness

## Classifiche settimanali
| Classifica (2019)         | Posizione massima |
| ------------------------- | ----------------- |
| Canada                    | 1                 |
| Stati Uniti               | 1                 |
| US Top R&B/Hip-Hop Albums | 1                 |